# Cantó d'Aubièra
El cantó d'Aubièra és un cantó francès del departament del Puèi Domat, situat al districte de Clarmont d'Alvèrnia. Té 3 municipis i el cap n'és Aubièra.

## Municipis
- Aubièra
- Pérignat-lès-Sarliève
- Romagnat

## Història
| Data d'elecció                           | Identitat                  | Partit                               | Qualitat |
| ---------------------------------------- | -------------------------- | ------------------------------------ | -------- |
| 1982-1988                                | Arsène Boulay              | PS                                   |          |
| 1988-2008                                | Hubert Tarrérias           | Grup Unió dels Republicans (UMP+UDF) |          |
| 2008-                                    | Laurence Mioche-Jacquesson | PS                                   |          |
| les dades anteriors no són pas conegudes |                            |                                      |          |
|                                          |                            |                                      |          |

## Demografia
| 1962   | 1968   | 1975   | 1982   | 1990   | 1999   | 2007   |
| ------ | ------ | ------ | ------ | ------ | ------ | ------ |
| 10.474 | 12.877 | 16.450 | 17.093 | 19.090 | 20.296 | 21.048 |